# Pompeo Coppini
Pompeo Luigi Coppini (19 de maio de 1870 - 26 de setembro de 1957) foi um escultor italiano que emigrou para os Estados Unidos.

## Nascimento
Nasceu em Moglia, Mântua, Itália, filho do músico Giovanni Coppini e sua mulher Leandra (Raffa) Coppini.